# Ringbrynjehuva

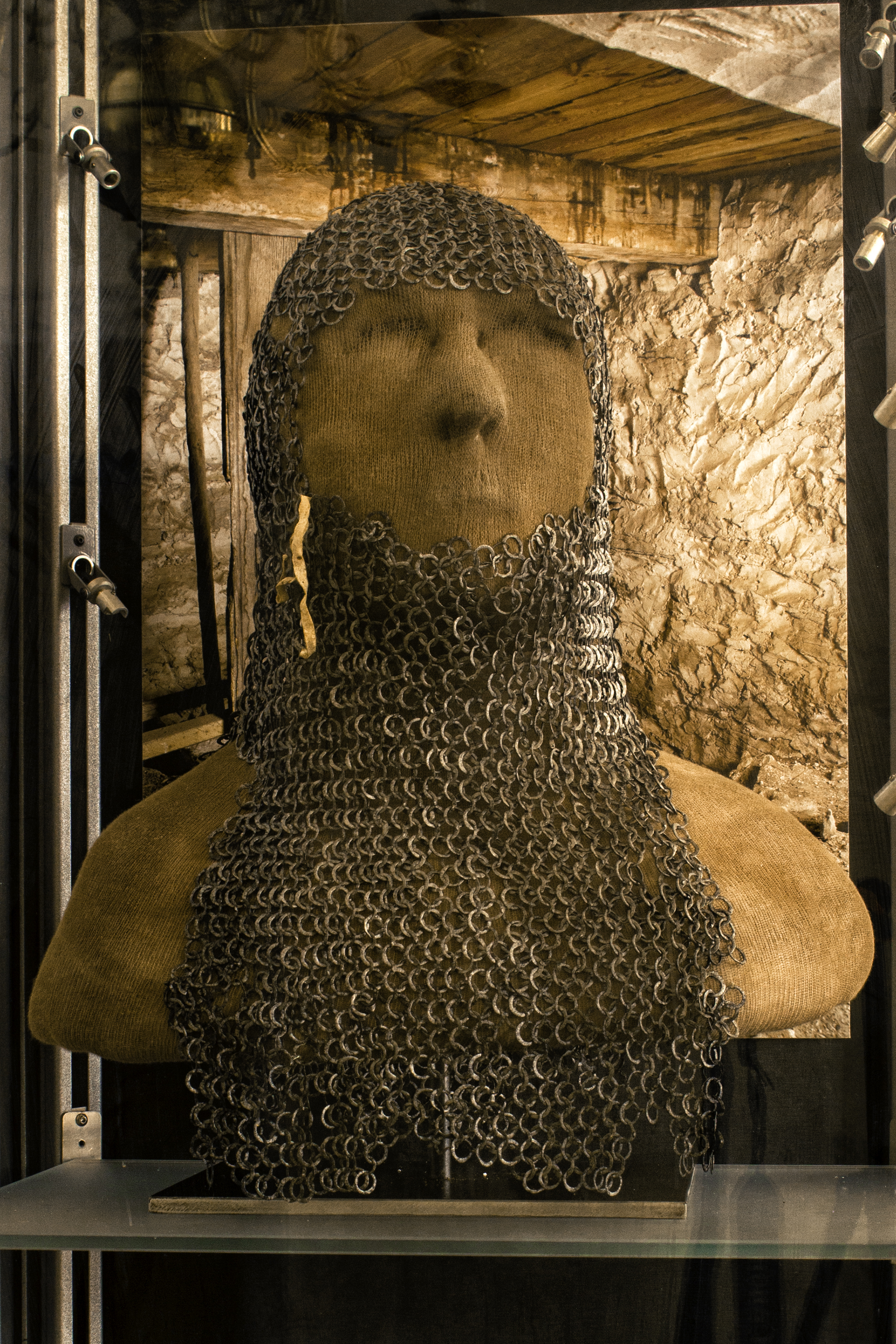
Ringbrynjan i Tofta.

Ringbrynjehuva eller pansarhuva (fornsvenska: panzarahuva) är en huva av ringpansar såsom del av en krigares rustning. Huvan täcker huvudet utom ansiktet samt nacken och halsen och vissa exempel går även ner över axelpartiet. För att skydda ansiktet förekommer varianter med ett ansiktsöverdrag av ringväv som kan knytas upp över lägre delen av ansiktet, till och med näsan. Huvan kan vara avtagbar eller vara del av ringbrynjeskjortan och liknar en kapuschong (på tyska kallades den även Kettenkapuze, kedjekapuschong) som kan strykas tillbaka över huvudet. 
Ovanpå eller under huvan placerades vanligtvis en hjälm, men hals och nackskyddet kan även vara sammanlänkade med en hjälm och utgöra skydd under hjälmkanten och kallas då för hjälmbrynja. 
Ringbrynjan i Tofta är ett exempel på en välbevarad medeltida pansarhuva från mitten av 1200-talet. Huvan hade undanlagts i tornet på Tofta kyrka på Gotland (invigd 1300) och glömts bort, för att sedan återhittats i modern tid vid en renovering 2004.